# Benjamin van den Broek
Pour les articles homonymes, voir van den Broek et Vandenbroek.
Benjamin van den Broek, né le 21 septembre 1987 à Geleen aux Pays-Bas, est un ancien footballeur international néo-zélandais qui possède aussi la nationalité néerlandaise. 

## Biographie
Il commence sa carrière en 2006 dans son club formateur, le NAC Breda. Il ne dispute aucun match durant deux saisons, et rejoint le HFC Haarlem à l'été 2008, en Jupiler League. Il dispute 57 matchs et inscrit 10 buts en deux saisons. En janvier 2010, son club fait faillite et van den Broek doit le quitter.
Malgré l'intérêt du Lierse SK et du FC Den Bosch, il signe en 4e division anglaise, au Shrewsbury Town Football Club jusqu'à la fin de la saison. Il fait ses débuts le 6 mars, en entrant à la place de Jamie Cureton lors d'un match face au Grimsby Town FC. Il inscrit son premier but sous les couleurs de son nouveau club quelques semaines plus tard, contre Morecambe. À la fin de la saison, il prolonge son contrat d'une année avec son club.
À la fin de son bail avec Shrewsbury, il revient dans son pays d'origine au FC Den Bosch. Le 2 février 2015, il rejoint le Fotbal Club Universitatea Cluj-Napoca lors du dernier jour du mercato d'hiver,. Mais il doit quitter le club à la fin de la saison 2014-2015, ce dernier étant dissout. Il n'est cependant pas déçu de cette aventure, déclarant qu'il s'est trouvé « au mauvais endroit au mauvais moment ».
À l'été 2015, sans contrat, il rejoint le Barrow AFC pour une saison. Au bout de six mois, il quitte le club anglais en accord avec son président en raison de problèmes familiaux, et signe un contrat de deux saisons et demie avec le SC Telstar, en deuxième division néerlandaise.

## Sélection nationale
Le 8 mars 2015, il fait partie des huit nouveaux joueurs appelés en sélection par Anthony Hudson, le nouveau sélectionneur des All White, pour un match amical contre la Corée du Sud. Il fête sa première sélection internationale en entrant à la 82e minute en remplaçant Bill Tuiloma.

## Statistiques
| Saison                | Club                  | Championnat           | Championnat | Championnat | Coupe(s) nationale(s) | Coupe(s) nationale(s) | Total | Total |
| Saison                | Club                  | Division              | M.          | B.          | M.                    | B.                    | M.    | B.    |
| 2008-2009             | HFC Haarlem           | Eerste Divisie        | 35          | 9           | 0                     | 0                     | 35    | 9     |
| 2009-2010             | HFC Haarlem           | Eerste Divisie        | 22          | 1           | 1                     | 0                     | 23    | 1     |
| Sous-total            | Sous-total            | Sous-total            | 57          | 10          | 1                     | 0                     | 58    | 10    |
| 2009-2010             | Shrewsbury Town       | League Two            | 11          | 1           | 0                     | 0                     | 11    | 1     |
| 2010-2011             | Shrewsbury Town       | League Two            | 11          | 0           | 3                     | 0                     | 14    | 0     |
| Sous-total            | Sous-total            | Sous-total            | 22          | 1           | 3                     | 0                     | 25    | 1     |
| 2011-2012             | FC Den Bosch          | Eerste Divisie        | 31          | 5           | 2                     | 0                     | 33    | 5     |
| 2012-2013             | FC Den Bosch          | Eerste Divisie        | 32          | 3           | 4                     | 0                     | 36    | 3     |
| 2013-2014             | FC Den Bosch          | Eerste Divisie        | 37          | 6           | 1                     | 0                     | 38    | 6     |
| 2014-2015             | FC Den Bosch          | Eerste Divisie        | 20          | 2           | 1                     | 0                     | 21    | 2     |
| Sous-total            | Sous-total            | Sous-total            | 120         | 18          | 8                     | 0                     | 128   | 18    |
| 2014-2015             | FCU Cluj-Napoca       | Liga I                | 5           | 0           | 0                     | 0                     | 5     | 0     |
| 2015-2016             | Barrow AFC            | National League       | 10          | 0           | 3                     | 1                     | 13    | 1     |
| Sous-total            | Sous-total            | Sous-total            | 15          | 0           | 3                     | 1                     | 18    | 1     |
| 2015-2016             | SC Telstar            | Eerste Divisie        | 16          | 2           | 0                     | 0                     | 16    | 2     |
| 2016-2017             | SC Telstar            | Eerste Divisie        | 2           | 0           | 0                     | 0                     | 2     | 0     |
| Sous-total            | Sous-total            | Sous-total            | 18          | 2           | 0                     | 0                     | 18    | 2     |
| Total sur la carrière | Total sur la carrière | Total sur la carrière | 232         | 31          | 15                    | 1                     | 247   | 32    |